# Campagnes de Menelik II
Les campagnes de Menelik II sont un ensemble d'expéditions lancées par Menelik II, negus du Shewa puis negusse negest d'Éthiopie, entre 1879 et 1900. Elles permettent à l'Empire éthiopien d'augmenter considérablement sa superficie et donnent au pays à peu près ses frontières contemporaines. Après avoir poursuivi un but essentiellement commercial et économique avec la recherche de nouvelles ressources, les guerres de conquête s'insèrent dans une stratégie de protection face au colonialisme européen[réf. nécessaire]. 

## Chronologie et territoires conquis

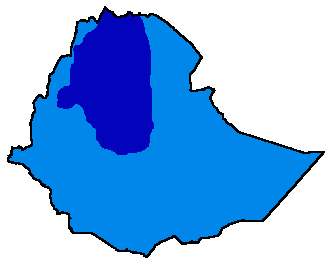
L'expansion territoriale de l'Empire.
Empire éthiopien avant les campagnes
Conquêtes de Menelik II

- 1881 : conquêtes de Jimma, Limmu, Gera et Guma
- 1881 - 1894 : conquête du Kaffa
- 1882 - 1890 : conquête du Balé
- 1882 : bataille d'Embabo
- 1883 - 1886 : conquête de l'Arsi
- 1887 : bataille de Chelenqo
- 1887 - 1894 : conquête du Harer et de l'Ogaden
- 1889 : fin de l'annexion du pays Gouragué
- 1890 - 1893 : conquête du Kambata
- 1891 - 1894 : conquête du Konta et du Kulo
- 1891 : conquête du Sidamo (sans le Borena) et du pays Welayta
- 1894 : conquête du Wollamo
- 1896 - 1897 : conquête du Borena et du Konso
- 1898 : conquête du Beni Shangoul, du Goldea, du Maji, du Massonge et du Gimira
- 1899 - 1900 : expéditions dans les régions du Sud